# Ruhanje
Ruhanje – osada w Zimbabwe, założona i w przeszłości zamieszkiwana przez kolonizatorów portugalskich i ludność rdzenną.